# Stenamma koreanense
Stenamma koreanense is een mierensoort uit de onderfamilie van de Myrmicinae. De wetenschappelijke naam van de soort is voor het eerst geldig gepubliceerd in 2002 door Lyu, DuBois & Cho.